# Primula brachystoma
Primula brachystoma är en viveväxtart som beskrevs av W. W. Smith. Primula brachystoma ingår i släktet vivor, och familjen viveväxter. Inga underarter finns listade i Catalogue of Life.